# Michael Damgaard
Michael Damgaard Nielsen (Rødby, 18 de março de 1990) é um handebolista profissional dinamarquês, campeão olímpico.

## Carreira
Michael Damgaard fez parte do elenco medalha de ouro na Rio 2016.